# Theodore Mascarenhas
Theodore Mascarenhas SFX (ur. 9 listopada 1960 w Camurlim) – indyjski duchowny rzymskokatolicki, w latach 2014-2023 biskup pomocniczy Ranchi, biskup Daltonganj od 2024. 

## Życiorys
Święcenia kapłańskie przyjął 24 kwietnia 1988 w Stowarzyszeniu Misyjnym św. Franciszka Ksawerego. Po kilkuletnim stażu duszpasterskim odbył studia w Papieskim Instytucie Biblijnym, współpracując jednocześnie z rzymską placówką stowarzyszenia. W 2005 został przełożonym europejskiej delegatury zakonnej, a rok później rozpoczął pracę w Papieskiej Radzie ds. Kultury. W latach 2010–2014 prokurator generalny stowarzyszenia.
9 lipca 2014 został prekonizowany biskupem pomocniczym Ranchi ze stolicą tytularną Lysinia. Sakry biskupiej udzielił mu 30 sierpnia 2014 kard. Telesphore Toppo, metropolita Ranchi. W latach 2016-2020 był sekretarzem generalnym Biskupiej Konferencji Indii.
30 listopada 2023 papież Franciszek biskupem diecezjalnym Daltonganj. 11 stycznia 2024 odbył ingres do katedry diecezjalnej.